# Octomeria loddigesii
Octomeria loddigesii är en orkidéart som beskrevs av John Lindley. Octomeria loddigesii ingår i släktet Octomeria och familjen orkidéer. Inga underarter finns listade i Catalogue of Life.